# Верховный суд Азербайджана
Верховный суд Азербайджана является высшей судебной инстанцией и последней апелляционной инстанцией трехступенчатой судебной системы Азербайджана.

## История

### Период АДР
История современной судебной системы Азербайджана началась с создания Азербайджанской Демократической Республики 28 мая 1918 года. 14 ноября 1918 года постановлением правительства было утверждено Положение об Азербайджанской Судебной палате. Палата являлась высшим судебным учреждением на территории АДР.
Палата располагалась в г. Баку.
Палата состояла из Председателя, председателя департамента, 8 членов, прокурора и двоих помощников прокурора.
28 февраля 1919 года председателем Палаты был назначен Алекбер Хасмамедов.
10 мая 1919 года прокурором палаты был назначен Ольгерд Кричинский.
Палата осуществляла надзор за окружными судами. Являлась апелляционной инстанцией по их решениям. Рассматривала дела о праве собственности, назначении опеки над имуществом. Исполняла функции нотариата.
В марте 1920 года в парламент АДР был представлен проект Сената Азербайджана, который бы осуществлял функции Верховного суда. По проекту Сенат должен был осуществлять кассационное рассмотрение и рассмотрение административных дел. Были предусмотрены департаменты по уголовным, гражданским и административным делам Сената.  По причине падения АДР создание Сената не было осуществлено.

### Период Азербайджанской ССР
9 декабря 1922 года было АзЦИКом было принято положение об организации судебной системы Азербайджанской ССР. Вступило в силу 13 февраля 1923 года. Согласно этому положению, был создан Верховный суд Азербайджанской ССР. Начал деятельность 1 марта 1923 года.
В Конституции Азербайджанской ССР 1927 года Верховный суд Азербайджанской ССР был закреплён как высшее судебное учреждение.

### Современный период
Начиная с 1990-х годов в Азербайджане были проведены судебно-правовые реформы, в том числе создание трехступенчатой судебной системы, принятие нескольких кодексов (Земельный кодекс, Гражданский кодекс, Уголовный кодекс, Кодекс об административных правонарушениях, Жилищный кодекс).
Сформирован Судебно-правовой совет, состоящий из представителей законодательной, судебной и исполнительной власти, который активно участвовал в отборе судей в различные инстанции, включая Верховный суд, путем тестирования или экспертизы и собеседования.

## Общие сведения
Верховный суд обладает компетенцией осуществлять правосудие по гражданским (включая экономические споры), административным, уголовным и другим делам, связанным с исполнением общих или специализированных судов. Является высшей инстанцией по гражданским, уголовным и иным делам.
Учрежден в соответствии со статьей 131 Конституции Азербайджана и статьей 77 Закона «О судах и судьях».
Юрисдикция суда распространяется на всю территорию Азербайджанской Республики.
Расположен в г. Баку.
Решения Верховного суда подлежат опубликованию.
Издаётся бюллетень Верховного суда.

## Структура
- Председатель
- Заместитель председателя
- Судебная коллегия по гражданским делам
- Судебная коллегия по административным делам
- Судебная коллегия по уголовным делам
- Судебная коллегия по экономическим делам
- Судебная коллегия по делам военных судов

В составе суда создаётся Пленум и Кассационная коллегия.
Количество судей Верховного суда определяется Судебно-правовым советом Азербайджана.
При Верховном совете действует научно-консультационный совет, созданный с целью правильного применения законодательства Азербайджана, подготовки предложений по совершенствованию законодательства.
Число судей Верховного суда по штату составляет 41.

## Назначение судей
Судьи Верховного суда Азербайджана назначаются парламентом Азербайджана по представлению президента Азербайджана.

## Функции
Верховный суд:
- осуществляет рассмотрение дел в кассационном порядке.
- даёт разъяснения по судебной практике

## Пленум Верховного суда

### Состав
В Пленум Верховного суда входят Председатель Верховного суда, его заместитель, председатели коллегий и судьи Верховного суда.
Члены Пленума Верховного суда имеют равные права в пределах своих полномочий.

### Полномочия
Пленум Верховного суда:
- заслушивает информацию председателей судов по вопросам касательно практики применения законодательства в судах Азербайджана, отчеты председателя Верховного суда, председателей Апелляционного суда, председателя Верховного суда Нахичеванской Автономной Республики и других председателей судов о состоянии правосудия. Пленум также рассматривает материалы об обобщении судебной практики и анализе судебной статистики.
- по предложению председателя Верховного суда пленум создаёт коллегии Верховного суда.
- по рекомендации председателя Верховного суда утверждает устав и структура Научно-консультативного совета
- обращается с запросами в Конституционный суд Азербайджана
- рассматривает запросы Президента Азербайджана об отстранении судей Азербайджана и отправляет представление Президенту Азербайджана в течение 30 дней с момента запроса
- даёт разъяснения судам по вопросам судебной практики
- в случаях, предусмотренных законом, рассматривает дела о нарушении прав и свобод, связанные с дополнительной кассацией или новыми и вновь открывшимися обстоятельствами на основании представления председателя Верховного суда, протеста прокурора Азербайджана или жалобы ответчика.
- рассматривает и принимает решения по вопросам, связанным с обращением в Милли Меджлис Азербайджана по праву законодательной инициативы
- принимает присягу судей Азербайджана
- в случаях, определенных законом, Пленум рассматривает жалобы на решения Судебно-правового совета[10][11].

## Принципы работы Пленума Верховного суда
Принципы работы Пленума определены в соответствии со статьей 80 Закона Азербайджанской Республики «О судах и судьях». Пленум Верховного суда созывается 4 раза в год под руководством председателя Верховного суда. Председатели Апелляционных судов и Верховного суда Нахичеванской Автономной Республики, Генеральный прокурор Азербайджана и другие руководители соответствующих государственных органов принимают участие в заседаниях пленума Верховного суда. Участники пленарных заседаний уведомляются не менее, чем за 10 дней до даты начала заседания. Участникам также предоставляется тема обсуждения и соответствующие материалы.
В сессиях должны участвовать не менее 2/3 его членов, чтобы обеспечить их эффективность. Решения принимаются по итогам голосования. Аппарат Верховного суда организует пленарные заседания и обеспечивает выполнение решений Пленума.

## Коллегии Верховного суда
Коллегии Верховного суда осуществляют:
- рассмотрение жалоб и протестов в кассационном порядке по делам, рассмотренным апелляционными судами, Верховным судом Нахичеванской АР, судами общей и специальной юрисдикции, дел по представлению председателя Верховного суда в порядке кассации.
- ведут анализ судебной статистики, изучают и обобщают опыт судебной практики
- оказывает методическую помощь судам Азербайджана
- рассматривают на заседании коллегий дела, подведомственные Верховному суду

## Председатели Верховного суда
Азербайджанская ССР
- Сейидджафар Ягубов[азерб.] (1931 — 29 января 1932)
- Мухтар Гаджиев (29 января 1932 — 1933)
- Айна Султанова  (1936 — 17 сентября 1936)
- Алисултан Гулиев[азерб.] (5 июля 1939 — 16 августа 1941)
- Гусейн Алекберов[азерб.] (1946—1948)
- Магеррам Гусейнов[азерб.] (10 апреля 1951 — 12 марта 1957)
- Санан Мусаев (1957—1962)
- Абдулла Ибрагимов (1962 — 30 января 1980)
- Ибрагим Исмаилов (24 февраля 1980 — 1986)
- Гусейн Талыбов (1986—1991)

Современный период
- Гусейн Талыбов (1991 — 1992)
- Таир Керимли (2 июля 1992 — 29 июля 1993)
- Ханлар Гаджиев (ноябрь 1993 — июль 1998)
- Судаба Гасанова (18 апреля 2000 — 19 апреля 2005)
- Рамиз Рзаев[азерб.] (19 апреля 2005 — 4 апреля 2023)
- Инам Керимов (4 апреля 2023 — н. в.)[13]